# Шачко Павло Петрович
Павло́ Петро́вич Шачко (нар. 20 вересня 2002, м. Тернопіль) — український художник, іконописець. Лавреат всеукраїнських та міжнародних конкурсів.

## Життєпис
Павло Шачко народився 20 вересня 2002 року в Тернополі.
Навчався в Тернопільській спеціалізованій школі № 29, Тернопільській школі народних промислів, Тернопільській дитячій художній школі імені Михайла Бойчука (2016, учитель Микола Дмітрух), Львівській національній академії мистецтв (2024).
Живе та працює у с. Гаях-Шевченківських Тернопільського району. Захоплюється футболом.

## Творчість
Ще в дитячому садочку в Павла проявився хист до малювання. Творить у галузях живопису та іконопису. Створив понад 100 картин, в яких здебільшого відобразив рідний край та інші сюжети.
У серпні 2018 року за 46 хвилин 20 секунд встановив рекорд Тернополя, написавши картину в авангардному стилі «Ангел миру», яку присвятив Дню Незалежності України.
2024 року Павло Шачко спільно з Владиславом Печаком створили мозаїчне панно «Богородиця Оранта» для церкви Успіння Пресвятої Богородиці в с. Гаях-Шевченківських Тернопільського району.

## Виставки
Учасник колективних виставок. Персональні виставки в Тернополі (2014, 2015, 2018), Львові (2018, 2021).
У Києві п'ять персональних виставок юному художнику організував Президентський фонд Леоніда Кучми «Україна». Зокрема, у 2016 році в Музеї видатних діячів української культури Лесі Українки, Миколи Лисенка, Панаса Саксаганського, Михайла Старицького, а потім того ж року в Національному музеї Тараса Шевченка разом з учителем Миколою Дмітрухом презентував спільний вернісаж «Від вчителя до учня». 2020 року в залах НМТШ організована спільна виставка «Витівки творчого духу», на якій свої роботи Павло Шачко представив з «Шевченкіаною» Івана Марчука. Також одна з них експонувалася в Літературно-меморіальному будинку-музеї Тараса Шевченка.

## Нагороди
- переможець дитячого національного конкурсу «Я — козацького роду» (м. Київ, 2012)[2][6],
- друге місце мистецького фестивалю «Free Art Festival» (м. Тернопіль)[1][2],
- переможець Всеукраїнського конкурсу «Диво-дитина» у номінації «Найбільш творча дитина України» (м. Київ, 2015)[2][5][9][18],
- переможець Всеукраїнського конкурсу «Дитина року» (м. Київ, 2015)[6],
- перша премія Всеукраїнського конкурсу дитячого малюнку «Щасливі діти українські на коні»[2],
- Тернопільська обласна премія імені Івана Марчука (2016)[2][17][19],
- гран-прі міжнародного конкурсу «Для Бога я створю найкраще» (м. Івано-Франківськ, 2017)[2],
- диплом наймолодшого учасника VIII Репінського живописного пленеру (м. Чугуїв)[2],
- золота медаль Міжнародного конкурсу дитячого малюнка «Золотий мольберт» (м. Львів, 2018)[20].